# Dysphania remota
Dysphania remota là một loài bướm đêm trong họ Geometridae.